# Hạ Quýnh
Hạ Quýnh (chữ Hán: 夏扃), vốn họ Tự (姒),  tên Quýnh (扃), còn được viết Kiều (喬) hoặc Cao Dương (高陽), là là vị vua thứ 12 của nhà Hạ trong lịch sử Trung Quốc.

## Thân thế
Quýnh là con thứ của Hạ Tiết - vua thứ 10 của nhà Hạ và là em của Bất Giáng – vua thứ 11 nhà Hạ.

## Trị vì
Năm 1922 TCN, Bất Giáng qua đời, Quýnh lên nối ngôi. Sử sách không chép rõ về các sự kiện xảy ra trong thời gian Hạ Quýnh ở ngôi. Sách "Đế vương thế kỷ" chép: "Đế Quýnh, còn có tên là Đế Ngu (禺), hoặc Cao Dương. Tại vị 21 năm. 
Năm 1901 TCN, Quýnh chết, làm vua được 21 năm, táng ở gần An Ấp. Con ông là Hạ Cần lên nối ngôi.